# قرانيا أوروبية

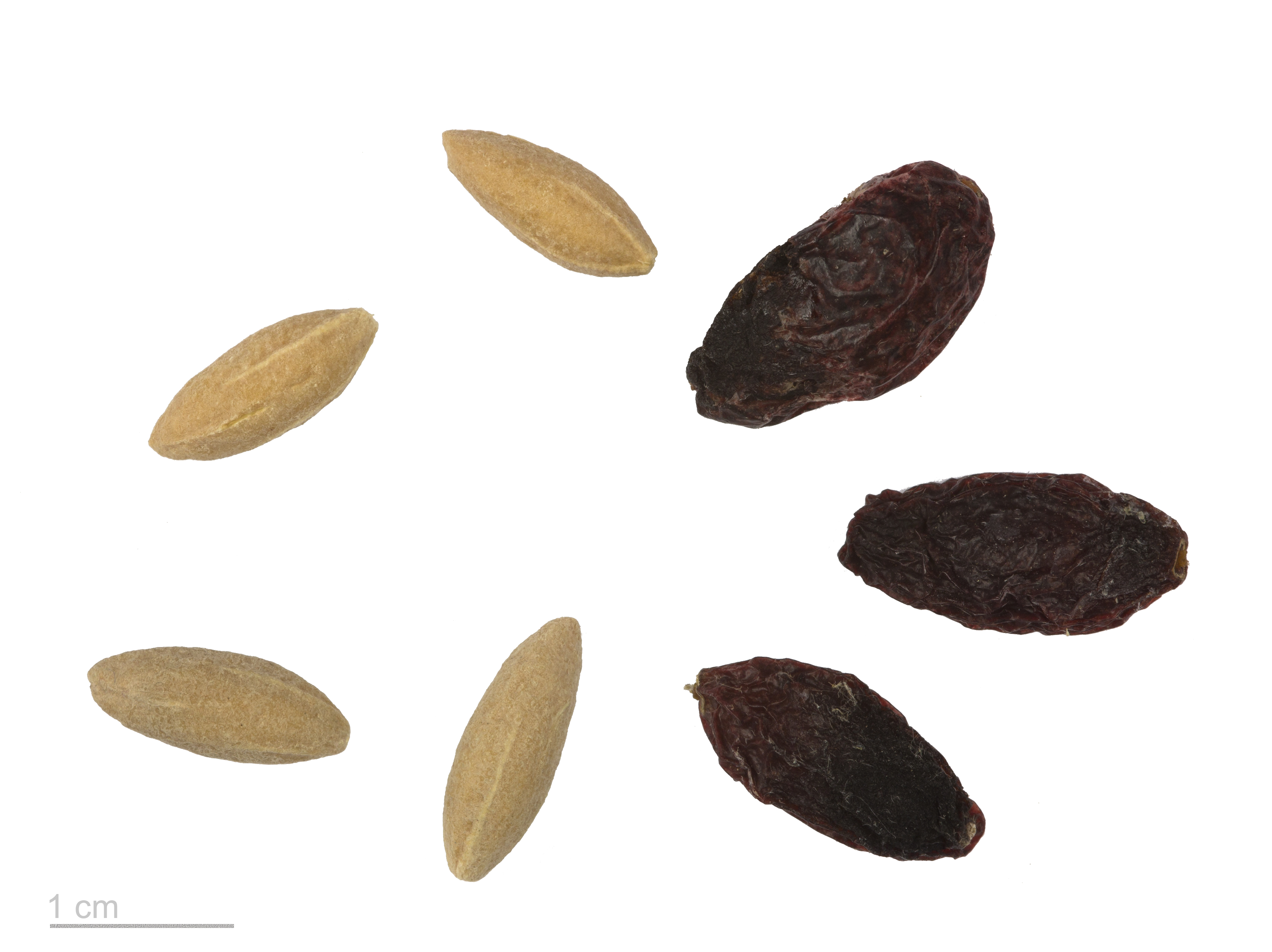
Cornus mas

قرنوس مبذول، قرنوس ذكر أو القرانيا الأوروبية أو قرانيا أو قرن أو حب الشوم (الاسم العلمي: Cornus mas) نوع نباتي شجري من جنس القرانيا ينتمي إلى الفصيلة القرانية.

## البيئة والانتشار
ينتشر في بلاد الشام والأقاليم السورية الشمالية وتركيا والقوقاز ومعظم مناطق أوروبا.

## مرادفات للاسم العلمي
- (باللاتينية: Macrocarpium mas (L.) Nakai)
- (باللاتينية: Cornus erythrocarpa St.-Lag.)
- (باللاتينية: Cornus erythrocarpa St.-Lag.)
- (باللاتينية: Cornus flava Steud.)
- (باللاتينية: Cornus homerica Bubani)
- (باللاتينية: Cornus mascula L.)
- (باللاتينية: Cornus nudiflora Dumort.)
- (باللاتينية: Cornus praecox Stokes)
- (باللاتينية: Cornus vernalis Salisb.)
- (باللاتينية: Eukrania mascula (L.) Merr.)
- (باللاتينية: Cornus mas var. oblongifolia Jovan.)
- (باللاتينية: Cornus mas f. conica Jovan.)
- (باللاتينية: Cornus mas f. macrocarpa Dippel)
- (باللاتينية: Cornus mas f. microcarpa Sanadze)
- (باللاتينية: Cornus mas f. oxycarpa Jovan.)
- (باللاتينية: Cornus mas f. pyriformis Sanadze)